# Єгоров Веніамін Миколайович
Веніамін Миколайович Єгоров (згідно зі свідоцтвом про народження — Пєшкін Веніамін Трифонович; 14 вересня 1923, Глазов — 3 листопада 1943, Пуща-Водиця) — Герой Радянського Союзу (1944, посмертно), в роки німецько-радянської війни командир стрілецької роти 615-го стрілецького полку 167-ї Червонопрапорної Сумської стрілецької дивізії 38-ї армії 1-го Українського фронту, капітан.

## Біографія
Народився 14 вересня 1923 року в місті Глазов нині Удмуртської Республіки в сім'ї робітника. Росіянин. Освіта неповна середня. У 30-х роках жив у місті Салехард (нині адміністративний центр Ямало-Ненецького автономного округу), куди його батька призначили інженером створюваного Салехардского лісозаводу.
До Червоної Армії покликаний Салехардсиким міськвійськкоматом в 1941 році. У 1942 році закінчив Тюменське військове піхотне училище. У боях німецько-радянської війни з липня 1942 року. Воював на Воронезькому, 1-му Українському фронтах, брав участь у Курській битві, у форсуванні річок Десна, Дніпро, проявляючи себе вмілим і відважним командиром.
У боях 17 вересня 1942 року в районі села Кавер'я Воронезької області, будучи командиром блокувальної групи, він одним з перших увірвався в траншеї противника, закидав гранатами дзот і знищив п'ять солдатів ворога.
При прориві лінії оборони противника 26 січня 1943 в районі села Тердуни Курської області В. М. Єгоров з бійцями ввіреного йому підрозділу, переслідуючи відступаючого противника, особисто знищив п'ять ворожих солдатів. У бою за село Мантурово Веніамін Єгоров зі своєю ротою стримував неодноразові атаки у багато разів переважаючих сил гітлерівців. У момент наступу німців була виведена з ладу обслуга ручного кулемета, Єгоров особисто взяв кулемет і відкрив по противнику вогонь, знищивши при цьому від десяти до двадцяти солдатів і офіцерів противника.
За виявлені мужність, героїзм, вміле командування ротою наказом по 167-ї стрілецької дивізії № 018/н від 8 травня 1943 року В. М. Єгоров був нагороджений орденом Червоної Зірки.
Веніамін Єгоров особливо відзначився в бою з розширення плацдарму на правому березі річки Дніпро в районі села Лютіж Вишгородського району Київської області, що увійшло в історію радянсько-німецької війни, як «лютізький плацдарм».

Фрагмент плити на братській могилі з іменем Веніаміна Єгорова

Уміло керуючи довіреним йому підрозділом, капітан Єгоров В. М. 3 листопада 1943 року в критичний момент бою за селище Пуща-Водиця (нині в межі міста Києва) підняв роту в атаку, і знаходився попереду бойових порядків роти. Він першим досяг гітлерівських траншей, вступивши в рукопашний бій з противником, вогнем з особистої зброї знищуючи ворога. У цьому запеклому бою 20-річний офіцер загинув смертю хоробрих. Похований у Києві на кладовищі Пуща-Водиця.
Указом Президії Верховної Ради СРСР від 3 червня 1944 року за зразкове виконання бойових завдань командування на фронті боротьби з німецько-фашистськими загарбниками і проявлені при цьому мужність і героїзм капітану Веніаміну Миколайовичу Єгорову посмертно присвоєно звання Героя Радянського Союзу.

## Нагороди, пам'ять
Нагороджений орденом Леніна, орденом Червоної Зірки.
На батьківщині Героя — в місті Глазов, в сквері Героїв Радянського Союзу встановлено його бюст, а його ім'я увічнено на меморіалі площі Перемоги. Він навічно занесено до списків учнів Глазовської середньої школи № 2. У Салехарді на площі Перемоги ім'я Веніаміна Єгорова також значиться в меморіальному списку загиблих воїнів, що йшли на фронт зі столиці Ямало-Ненецького автономного округу, а навесні 2002 року тут встановлено меморіальну плиту, що увічнила його ім'я, як Героя.